# NGC 133
NGC 133 ist ein offener Sternhaufen vom Typ IV1p im Sternbild Kassiopeia am Nordsternhimmel. NGC 133 hat eine Ausdehnung von 3,0' und eine scheinbare Helligkeit von 9,4 mag.
Der vom deutsch-dänischen Astronomen Heinrich Louis d’Arrest am 4. Februar 1865 entdeckte Sternhaufen ist eher sternarm und hebt sich kaum vom Himmelshintergrund ab.